# Великі Рашковці
Вельке Рашковце (словац. Veľké Raškovce, угор. Nagyráska) — село, громада в окрузі Михайлівці, Кошицький край, східна Словаччина. Кадастрова площа громади — 11,998 км². Населення — 305 осіб (за оцінкою на 31 грудня 2017 р.).

## Історія
Перша згадка 1332 року.

## Географія
Водойма — річка Лаборець.

## Населення
| Рік:            | 1994. | 2004.    | 2014.    | 2024.   |
| --------------- | ----- | -------- | -------- | ------- |
| Кількість осіб: | 316   | 350      | 311      | 305     |
| Різниця:        |       | +10,75 % | -11,14 % | -1,92 % |

| Рік:            | 2023. | 2024.   |
| --------------- | ----- | ------- |
| Кількість осіб: | 298   | 305     |
| Різниця:        |       | +2,34 % |

Село населенне переважно угорцями.

## Ініраструктура
Фактично в селі дві вулиці, проте, традиційно для невеликих сіл в Словаччині, вони не мають власних назв і номерація будинків наскрізна. Є гостинний дім (готель, gazdovský dom), автомобільна заправка, футбольне поле.

## Транспорт
Автошлях (Cesty II. triedy) 552